# كواليس (صحيفة)
كواليس جريدة يومية جزائرية تصدر باللغة العربية. شعارها الرياضة والشباب.

## وصلات خارجية
- الموقع الرسمي لجريدة كواليس.